# Verneuil-l'Étang
Verneuil-l'Étang è un comune francese di 3 169 abitanti situato nel dipartimento di Senna e Marna nella regione dell'Île-de-France.

## Società

### Evoluzione demografica
Abitanti censiti